# Club olympique de Kélibia
Maillots
Le Club olympique de Kélibia (arabe : النادي الأولمبي القليبي) est un club de volley-ball tunisien fondé en 1957 et officialisé le 10 mars 1959.

## Histoire
Il commence à s'illustrer à partir de la saison 1959-1960 au cours de laquelle il parvient en demi-finale de la coupe de Tunisie masculine de volley-ball et remporte le championnat de division 3 avec une formation notamment constituée de Sauveur Mazzara, Abdelkader Ben Nasr, Hamadi Ben Cheikh, Mahmoud Ben Cheikh de Hamouda Ben Messaoud. En 1963-1964, il est second aux barrages et accède en division 1.
En 2017, il possède seize catégories (hommes et femmes) et compte quelque 452 licenciés, soit 10 % de l’effectif des sélections nationales tunisiennes.

## Palmarès

### Hommes
- Championnat de Tunisie (2) :
  - Vainqueur :  1977, 2003
- Coupe de Tunisie masculine (8) :
  - Vainqueur :  1972, 1974, 1975, 1976, 1978, 1989, 2004, 2011
  - Finaliste :  1977, 1986, 1991, 1992, 1993, 2003, 2006
- Coupe de la Fédération (0) :
  - Finaliste :  2021
- Coupe arabe des clubs champions (1) : 
  - Vainqueur :  1998
- Coupe d'Afrique des clubs champions (0) :
  - Finaliste :  2003, 2004
- Coupe d'Afrique des clubs vainqueurs de coupe (0) :
  - Finaliste :  2004

### Femmes
- Coupe de Tunisie féminine (3) :
  - Vainqueur :  2003, 2004, 2006
- Supercoupe de Tunisie féminine (1) :
  - Vainqueur :  2003
- Coupe de la Fédération féminine (1) :
  - Vainqueur :  2022

## Direction

### Comité directeur
- Président : Aïda Lengliz[3]
- Vice-présidents : Riadh Ben Cheikh et Mohamed Ben Hamed[2]
- Secrétaire général : Sinen Ben Rejeb[2]
- Trésorier : Moez Ben Youssef[2]

### Staff technique
- Directeur technique : Lotfi Ben Slimane[2]
- Entraîneur hommes : Faouzi Haouari
- Entraîneur adjoint hommes : Hatem Sammoud[2]
- Entraîneur femmes : Lassaad Mahfoudh[2]
- Entraîneur adjoint femmes : Seif Ksila[2]

## Anciens joueurs
- Mohamed Abdellatif
- Mongi Achour
- Borhen Ben Brahim
- Abderrahman Ben Cheikh
- Hassen Ben Cheikh
- Mehdi Ben Cheikh
- Mohamed Ben Cheikh
- Rached Ben Cheikh
- Ridha Ben Cheikh
- Salah Ben Cheikh
- Mohamed Ali Ben Cheikh
- Walid Ben Cheikh
- Mohamed Ben Hamida
- Hamouda Ben Messaoud
- Jalel Ben Nacef
- Khaled Ben Rejeb
- Mohamed Ali Ben Othmen Miladi
- Hamouda Ben Slimane
- Khaled Ben Slimene
- Lotfi Ben Slimene
- Sami Bouafif
- Nasser Chaar
- Anouar Chekili
- Mourad Chekili
- Nizar Chekili
- Samir Chekili
- Slim Chekili
- Mehdi Gara
- Meher Gara
- Mounir Gara
- Mourad Gara
- Jamel Jenhani
- Néjib Jenhani
- Ali Korbosli
- Tayeb Korbosli
- Amor Kordoghli
- Maouia Lajnef
- Hassen Larnaout
- Saief Lemjid
- Marouen Mrabet
- Ousama Mrika
- Ghazi Mselmani
- Hichem Mselmani
- Moncef Mselmani
- Zouheir Mselmani
- Hatem Sammoud
- Noureddine Sammoud
- Jamel Eddine Znaidi